# Alexander Herr
Alexander Herr (Furtwangen im Schwarzwald, 4 ottobre 1978) è un ex saltatore con gli sci tedesco, vincitore di varie medaglie iridate.

## Biografia
In Coppa del Mondo esordì il 10 dicembre 1994 a Planica (26°), ottenne il primo podio il 15 febbraio 2004 a Willingen (3°) e l'unica vittoria l'8 gennaio 2005 nella medesima località.
In carriera prese parte a un'edizione dei Giochi olimpici invernali, Torino 2006 (21° nel trampolino normale), a una dei Campionati mondiali, vincendo due medaglie, e a una dei Mondiali di volo, vincendo una medaglia.

## Palmarès

### Mondiali
- 2 medaglie:
  - 1 oro (gara a squadre dal trampolino lungo a Lahti 2001)
  - 1 bronzo (gara a squadre dal trampolino normale a Lahti 2001)

### Mondiali di volo
- 1 medaglia:
  - 1 bronzo (gara a squadre a Tauplitz 2006)

### Mondiali juniores
- 4 medaglie:
  - 2 ori (gara a squadre a Gällivare 1995; gara a squadre ad Asiago 1996)
  - 2 bronzi (trampolino normale, gara a squadre a Harrachov 1993)

### Coppa del Mondo
- Miglior piazzamento in classifica generale: 24º nel 2005
- 4 podi (2 individuali, 2 a squadre):
  - 1 vittoria (a squadre)
  - 1 secondo posto (individuale)
  - 2 terzi posti (1 individuale, 1 a squadre)

#### Coppa del Mondo - vittorie
| Data           | Località  | Nazione  | Trampolino                                                               |
| -------------- | --------- | -------- | ------------------------------------------------------------------------ |
| 8 gennaio 2005 | Willingen | Germania | Mühlenkopf HS145 (con Georg Späth, Michael Uhrmann e Maximilian Mechler) |

#### Nordic Tournament
- 1 podio di tappa[1]:
  - 1 terzo posto